# Melínoe
Melínoe (en grec antic, Μηλινόη) és una antiga deessa grega de les ofrenes als morts i filla d'Hades i Persèfone, o de Zeus i Persèfone. Vagava per la Terra cada nit acompanyada de fantasmes, espantant tothom que s’hi trobés. Es deia que aquest era el motiu pel qual els gossos bordaven qualsevol cosa de nit.

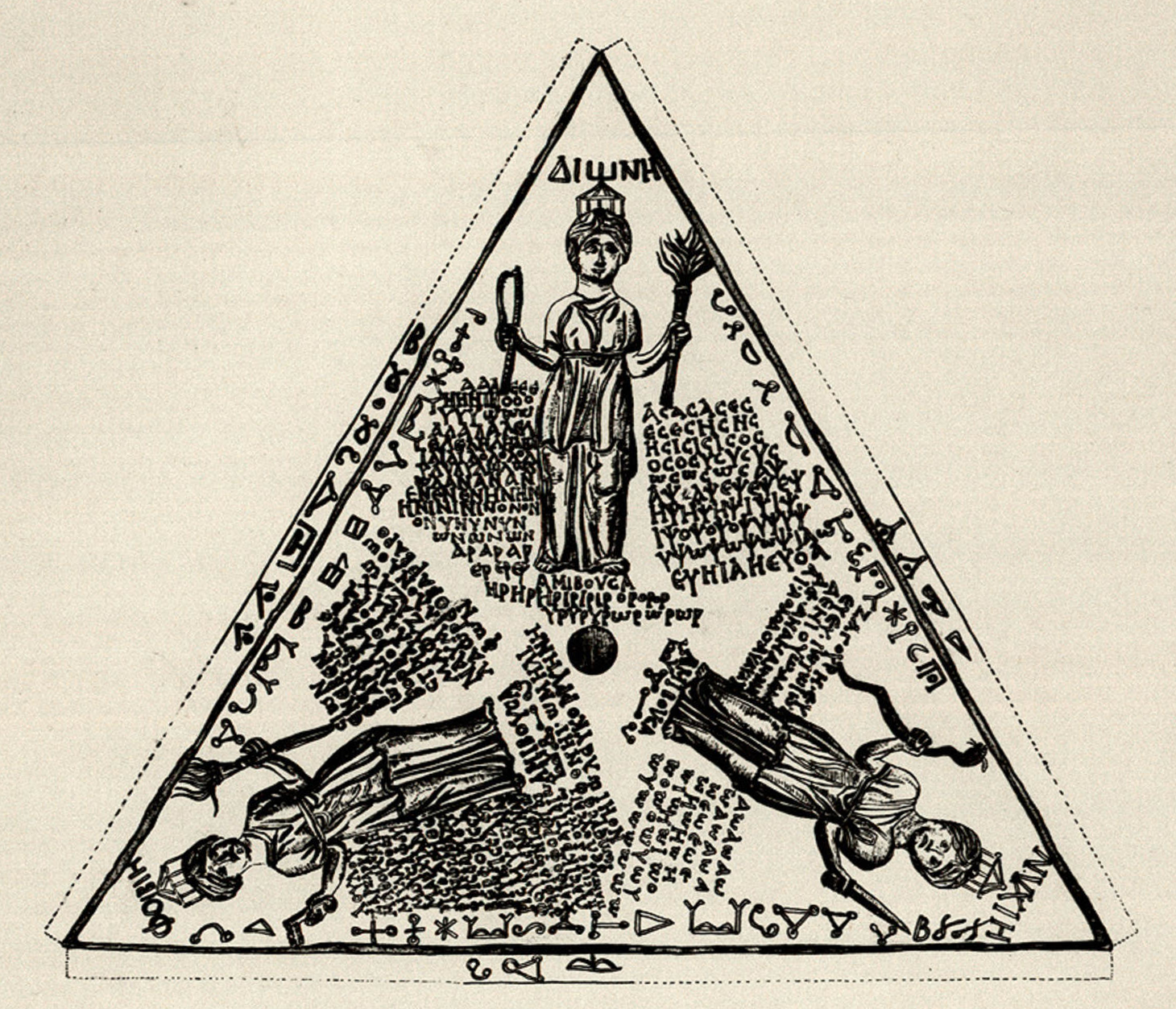
Gravat en bronze trobat a Pèrgam on apareixen Dione, Febe i una tal Níquie junt amb inscripcions màgiques que esmenten Persèfone, Melínoe i Leucofrina, epítet d'Àrtemis.

Segons l’única versió existent del mite, es diu que era filla de Zeus, qui es disfressà d’Hades i seduí Persèfone al riu Cocit. Per aquest motiu, el cos de Melínoe és meitat llum i foscor, fet que reflecteix la llum del seu pare, rei de l’Olimp, i la foscor de la seva mare, reina de l’inframon.
L’única referència d’aquesta divinitat la trobem en el LXXI himne òrfic. Les seves característiques són tan similars a les d'Hècate, que fins i tot en una inscripció apareix Melínoe com a mer epítet d’aquesta deessa, atesa llur relació amb la nit, la màgia i els fantasmes.

## En la cultura popular
Melínoe apareix com a protagonista d'Hades II, la seqüela del videojoc Hades, de la companyia Supergiant Games. El seu germà mitològic, Zagreu, fou el protagonista del primer.